# 哈馬爾斯卡夫特冰原島峰
71°50′S 4°58′E / 71.833°S 4.967°E
哈馬爾斯卡夫特冰原島峰，是南極洲的冰原島峰，位於毛德皇后地的瑪塔公主海岸，處於斯瓦塔馬倫山西北面4公里，屬於穆利格-霍夫曼山脈的一部分，根據挪威探險隊的測量和拍攝的空中照片繪入地圖，現時由南極條約體系管理。